# بونكنيفينتو
بونكنيفينتو بلدية في مقاطعة سيينا في المنطقة الإيطالية توسكانا ، وتقع على بعد حوالي 70 كيلومترا جنوب فلورنسا وحوالي 25 كيلومترا جنوب شرق سيينا في المنطقة المعروفة باسم جزيرة كريت سينيسي.

## التاريخ
بونكنفينتو (من المكافأة اللاتينية، "مكان سعيد") هو ذكر لأول مرة في 1100. في عام 1313 توفي هنا الإمبراطور الألماني هنري السابع.
كان محاطاً بخط من الجدران بدءاً من عام 1371، واستمرفي ذلك جمهورية سيينا التي تنتمي إليها حتى عام 1559، عندما أصبحت جزءاً من دوقية توسكانا الكبرى. تم ضمها إلى إيطاليا في عام 1861.

## المعالم السياحية الرئيسية
المتحف المحلي للفنون،متحف الفن ساكرا ديلا فال داربيا، منازل أعمال من قبل دوتشيو دي بونينسيجنا، بيترولورينزيتي،اندريا دي بارتولو،ماتيودي جيوفاني ورسامين توسكان آخرين ، مأخوذة من الكنائس المحلية. يوجد في كنيسة سانتي بيترو إي باولو تمثال مادونا مع الطفل (ج. 1450) من قبل ماتيو دي جيوفاني ولوحة جدارية من مدرسة سينيز في أوائل القرن الخامس عشر. يعود تاريخ منطقة سانت اينوسينزا بيانو المحصنة إلى القرنين الثالث عشر والرابع عشر. معظم منازل بونكنفينتوفرازيوني التي تعود إلى القرون الوسطى أو قلاع عصر النهضة.
كنيسة سانت لورانس في بيبيانو بها سايبوريوم فينتورا ساليمبيني.

## فرازيوني
تتكون البلدية من مقر بلدية بونكنفينتو وبلدات وقرى (فرازيوني) في بيبيانو وبونتي داربيا وسيرافال. تشمل القرى البارزة الأخرى كاستلنوفو تانكريدي،كريستينا،بيرسينا و بيانو.

## روابط خارجية
- الموقع الرسمي باللغة الإيطالية
- توسكانا - رسم خريطة لها! يوم جيد في بونكنيفينتو

بلديات